# Бабаев, Шукурулло Хабибуллаевич
Шукурулло Хабибуллаевич Бабаев (узб. Babaev Shukurullo Habibulaevich) — узбекский государственный деятель, хоким Ташкентской области (2016—2017).

## Биография
В 1976 поступил в Белгородский технологический институт (БГТУ им. В. Г. Шухова). До 1990 года был главным инженером и начальником Бекабадского монтажного управления «Металлургмонтаж». В 1990 году стал председателем исполнительного комитета народных депутатов Ташкентской области. В 1992 году стал первым заместителем хокима города Бекабад Ташкентской области. До 2002 года был ведущим консультантом и исполняющим обязанности руководителя группы по работе с регионами организационно-кадровой службы аппарата президента Республики Узбекистан. В 2002 году стал хокимом города Чирчик Ташкентской области. В 2010 году занимал должность заместителя управляющего треста «Алмалыкметаллургстрой». В 2011 году был главным инженером управления капитального строительства .В 2011 году стал начальником управления капитального строительства. В 2014 стал директором Джизакского цементного завода АО АГМК. В 2014 был начальником управления капитального строительства (УКС) АО АГМК. В 2016 году стал Директором дирекции строящегося в городе Ангрен «Завода резинотехнических изделий».
12 августа 2016 году указом президента Узбекистана Ислама Каримова Шукурулло Хабибуллаевич назначен исполняющим обязанности хокима Ташкентской области, а 15 декабря утверждён в должности. Он был хокимом Ташкентской области до 30 октября 2017 года.
21 января 2017 года избран членом Сената Парламента Узбекистана.

## Награды
- Орден «Мехнат шухрати»